# Борисовский район (Белгородская область)
Бори́совский райо́н  — административно-территориальная единица (район) и муниципальное образование (муниципальный район) в Белгородской области России.
Административный центр — посёлок городского типа Борисовка.

## География

### Географическое положение
Район расположен в юго-западной части Белгородской области. На севере район граничит с Ракитянским районом, на востоке — с Яковлевским и Белгородским, на западе — с Грайворонским районами области, на юге — с Богодуховским районом Харьковской области Украины. Территория — 650 км².
Гидрография
С Востока на запад по территории района протекает река Ворскла. В пределах района её левобережным притоком является река Гостёнка (Борисовка). Правобережным притоком является река Готня, в которую в свою очередь впадает Локня. В пойме Ворсклы встречаются болота, в том числе реликтовые сфагновые болота, сформировавшиеся после ледникового периода.
Почвы
К северу от Ворсклы преобладают серые лесные почвы, к югу от Ворсклы — чернозёмы.

## История
Район образован в 1928 году. С 1954 года входит в состав Белгородской области.
Слобода Борисовка известна с 1695 года, входила в состав Хотмыжского уезда. В 1838 году центр уезда переносится в Грайворон, уезд становится Грайворонским. После отмены крепостного права Борисовка стала центром волости, являясь крупным центром кустарных промыслов (более 50): кожевенный, гончарный, иконописный, ткацкий и т. д.
Положение в Грайворонском уезде в конце 1905 года было крайне накалено, 14 ноября 1905 года были разгромлены помещичьи имения в сёлах Кустовом и Серетино, вспыхнули массовые лесные порубки в лесах графа Шереметева, крестьяне забирали в помещичьих имениях сено и хлеб.
12 мая 1924 года вышло постановление об укрупнении уездов, волостей и сельских советов. Центром укрупнённого уезда стала Борисовка, соответственно уезд был переименован в Борисовский. Борисовский уезд существовал немногим больше года. 1 июня 1925 года центром уезда опять становится Грайворон, Борисовский уезд снова переименовывается в Грайворонский.
Район образован 30 июля 1928 года в составе Белгородского округа Центрально-Чернозёмной области, в состав района был включен город Хотмыжск, получивший статус села. С 13 июня 1934 года — в составе Курской области.
6 января 1954 года Борисовский район включён в состав новообразованной Белгородской области.
В 1964 году к Борисовскому району был присоединён Грайворонский район, находившийся в его составе до 1989 года, когда был вновь восстановлен отдельный Грайворонский район.
1 февраля 1963 года был образован Борисовский сельский район.
С 1 января 2006 года в соответствии с Законом Белгородской области от 20.12.2004 № 159 муниципальное образование «Борисовский район» наделено статусом муниципального района. На территории района образованы 9 муниципальных образования: 1 городское и 8 сельских поселений. 6 мая 2013 года в соответствии с Законом Белгородской области № 195 из состава Октябрьско-Готнянского сельского поселения было выделено Краснокутское сельское поселение.

## Население
| 1959    | 1970    | 1979    | 1989    | 2002    | 2009    | 2010    | 2011    | 2012    |
| ------- | ------- | ------- | ------- | ------- | ------- | ------- | ------- | ------- |
| 37 208  | ↗68 348 | ↘58 580 | ↘52 261 | ↘26 282 | ↘26 101 | ↗26 252 | ↘26 205 | ↘25 897 |
| 2013    | 2014    | 2015    | 2016    | 2017    | 2018    | 2019    | 2020    | 2021    |
| ↘25 697 | ↘25 481 | ↗25 638 | ↗25 818 | ↗25 831 | ↘25 573 | ↘25 218 | ↘24 977 | ↘23 904 |

### Урбанизация
В городских условиях (пгт Борисовка) проживают 52,51 % населения района.

### Национальный состав
По данным переписи населения 1939 года: русские — 60,1 % или 29 309 чел., украинцы — 39,5 % или 19 291 чел.
По итогам переписи населения 2020 года проживали следующие национальности (национальности менее 0,1 % и другое, см. в сноске к строке «Другие»):
| Национальность | Численность, чел. | Доля     |
| -------------- | ----------------- | -------- |
| Русские        | 20 654            | 86,40 %  |
| Украинцы       | 300               | 1,26 %   |
| Цыгане         | 208               | 0,87 %   |
| Турки          | 147               | 0,61 %   |
| Армяне         | 73                | 0,31 %   |
| Узбеки         | 46                | 0,19 %   |
| Татары         | 29                | 0,12 %   |
| Другие         | 2447              | 10,24 %  |
| Итого          | 23 904            | 100,00 % |

## Муниципально-территориальное устройство
В Борисовский район как муниципальное образование со статусом муниципального района входят 10 муниципальных образований, в том числе 1 городское и 9 сельских поселений::
| №  | Муниципальное образование                | Административный центр | Количество населённых пунктов | Население | Площадь, км2 |
| -- | ---------------------------------------- | ---------------------- | ----------------------------- | --------- | ------------ |
| 1  | городское поселение посёлок Борисовка    | пгт Борисовка          | 1                             | ↘12 553   | 112,98       |
| 2  | Акулиновское сельское поселение          | село Акулиновка        | 2                             | ↘487      | 45,30        |
| 3  | Белянское сельское поселение             | село Беленькое         | 3                             | ↗2392     | 28,10        |
| 4  | Берёзовское сельское поселение           | село Берёзовка         | 4                             | ↘1237     | 55,00        |
| 5  | Грузсчанское сельское поселение          | село Грузское          | 5                             | ↘1407     | 128,39       |
| 6  | Краснокутское сельское поселение         | село Красный Куток     | 2                             | ↘572      |              |
| 7  | Крюковское сельское поселение            | село Крюково           | 3                             | ↘1136     | 67,50        |
| 8  | Октябрьско-Готнянское сельское поселение | село Октябрьская Готня | 4                             | ↘477      | 43,50        |
| 9  | Стригуновское сельское поселение         | село Стригуны          | 6                             | ↗2468     | 114,89       |
| 10 | Хотмыжское сельское поселение            | село Хотмыжск          | 4                             | ↘1175     | 54,70        |

## Населённые пункты
В Борисовском районе 34 населённых пункта.
| №  | Населённый пункт   | Тип                     | Население | Муниципальное образование                |
| -- | ------------------ | ----------------------- | --------- | ---------------------------------------- |
| 1  | Акулиновка         | село                    | ↘462      | Акулиновское сельское поселение          |
| 2  | Байцуры            | село                    | ↗363      | Грузсчанское сельское поселение          |
| 3  | Басов              | хутор                   | ↘49       | Октябрьско-Готнянское сельское поселение |
| 4  | Беленькое          | село                    | ↗1466     | Белянское сельское поселение             |
| 5  | Берёзовка          | село                    | ↗1281     | Берёзовское сельское поселение           |
| 6  | Богун-Городок      | село                    | ↘132      | Грузсчанское сельское поселение          |
| 7  | Борисовка          | пгт                     | ↘12 553   | городское поселение посёлок Борисовка    |
| 8  | Ваковщина          | хутор                   | ↘19       | Краснокутское сельское поселение         |
| 9  | Грузское           | село                    | ↘1033     | Грузсчанское сельское поселение          |
| 10 | Дубино             | село                    | ↗189      | Белянское сельское поселение             |
| 11 | Заречное           | село                    | ↗99       | Стригуновское сельское поселение         |
| 12 | Зозули             | село                    | ↗733      | Белянское сельское поселение             |
| 13 | Зыбино             | село                    | ↘211      | Крюковское сельское поселение            |
| 14 | Казачье-Рудченское | село                    | ↘5        | Грузсчанское сельское поселение          |
| 15 | Климовое           | хутор                   | ↗58       | Берёзовское сельское поселение           |
| 16 | Красиво            | хутор                   | ↗73       | Берёзовское сельское поселение           |
| 17 | Красный Куток      | село                    | ↘556      | Краснокутское сельское поселение         |
| 18 | Крюково            | село                    | ↗919      | Крюковское сельское поселение            |
| 19 | Кулиновка          | железнодорожная станция | ↗41       | Октябрьско-Готнянское сельское поселение |
| 20 | Лозовая Рудка      | хутор                   | ↘45       | Берёзовское сельское поселение           |
| 21 | Никитское          | село                    | ↘142      | Акулиновское сельское поселение          |
| 22 | Никольский         | хутор                   | ↘53       | Хотмыжское сельское поселение            |
| 23 | Новоалександровка  | село                    | ↘155      | Стригуновское сельское поселение         |
| 24 | Октябрьская Готня  | село                    | ↘336      | Октябрьско-Готнянское сельское поселение |
| 25 | Отруб              | хутор                   | ↗57       | Хотмыжское сельское поселение            |
| 26 | Покровка           | село                    | ↗27       | Хотмыжское сельское поселение            |
| 27 | Порубежное         | село                    | ↗372      | Стригуновское сельское поселение         |
| 28 | Становое           | хутор                   | ↘4        | Стригуновское сельское поселение         |
| 29 | Стригуны           | село                    | ↗1913     | Стригуновское сельское поселение         |
| 30 | Тёплое             | село                    | ↗166      | Стригуновское сельское поселение         |
| 31 | Федосейкин         | хутор                   | ↘62       | Октябрьско-Готнянское сельское поселение |
| 32 | Хотмыжск           | село                    | ↘1086     | Хотмыжское сельское поселение            |
| 33 | Цаповка            | село                    | ↘2        | Грузсчанское сельское поселение          |
| 34 | Чуланово           | село                    | ↘247      | Крюковское сельское поселение            |

## Герб района

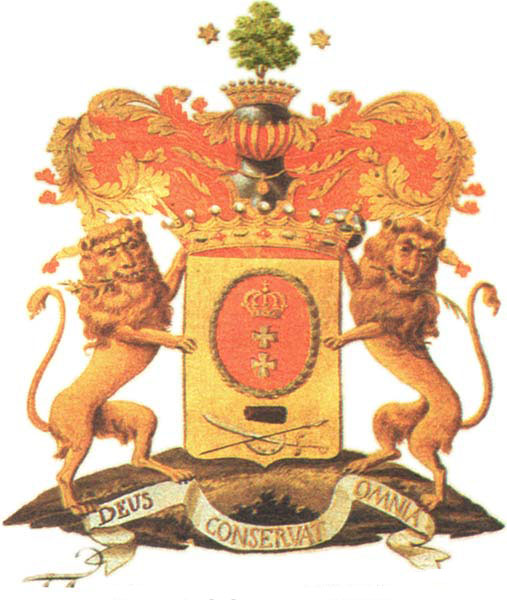
Герб Шереметьевых

Современный герб Борисовского района создан на основе и по мотивам герба графов Шереметевых, утверждён постановлением главы администрации района (08 декабря 1995) за № 342.
Червлёный (красный) щит герба Борисовского района и золотая корона повторяют золотую корону в червлёном (красном) овале в золотом щите графов Шереметевых. Изображение дуба являлось главной фигурой нашлемника в гербе графов Шереметевых, являясь, как сказано в «Общем Российском Гербовнике» (часть II, № 10) «символом служения Перуну древних обывателей южного балтийского поморья, откуда выехал на службу на Русь глава рода Андрей Кобыла». Серебряные кресты с расширенными краями, повторяющие в гербе графов Шереметевых герб Данцига (по мифическим родовым сказаниям, Данциг, Кёнигсберг, Эльбинг и другие поморские города принадлежали предкам Андрея Кобылы, Глянде Камбиле и брату его Руссингену Дивоновичу), размещены по бокам дуба, как в нашлемнике герба графов Шереметевых размещены звезды.

## Местное самоуправление
Глава района — Переверзев Владимир Иванович.

## Экология
На территории района расположены два участка заповедника «Белогорье» — «Лес на Ворскле» и «Острасьевы Яры».

## Экономика
- Завод по переработке подсолнечника группы компаний «Агро-Белогорье» в с. Грузское. Объём входящего сырья — 43 тонны подсолнечника в сутки. В течение года предприятие способно принимать до 15 тыс. тонн семян. Продукты переработки — подсолнечное масло и высокобелковый жмых — используются в комбикормовой промышленности[24].

## СМИ
Среди официально зарегистрированных в муниципалитете СМИ информационная газета «Призыв», издаваемая с 1930 года, а также сетевое издание «Призыв31».

## Известные жители
Борисовка подарила миру целую плеяду знаменитых имён, таких как:
- Безперчий Д. И. (1825—1913) — русский художник;
- Барвинский П. Я. (1862—1908) — режиссёр, актёр, писатель, драматург;
- Дегтярев С. А. (1768—1813) — русский дирижёр и композитор, один из видных композиторов доглинковской эпохи;
- Ломакин Г. Я. (1812—1885) — русский хоровой дирижёр, педагог и композитор;
- Хвостенко В. С. (1869—1935) — живописец;
- Хвостенко А. В. (1895—1968) — театральный художник, график, народный художник УССР, лауреат Государственной премии СССР;
- Хвостенко В. В. (1899—1960) — график и живописец.

В великой победе русского народа в Великой Отечественной войне есть вклад и борисовцев. За боевые подвиги восемь из них получили звание Героя Советского Союза: Евсюков Н. П., Исаев В. В., Климов И. И., Ключник И. Ф., Прокопенко Г. Д., Рудой А. М., Середенко А. Л., Спольник Г. И., а Сергеев А. Ф. является полным кавалером ордена Славы.